# Magdeburg-Halberstädter Eisenbahn

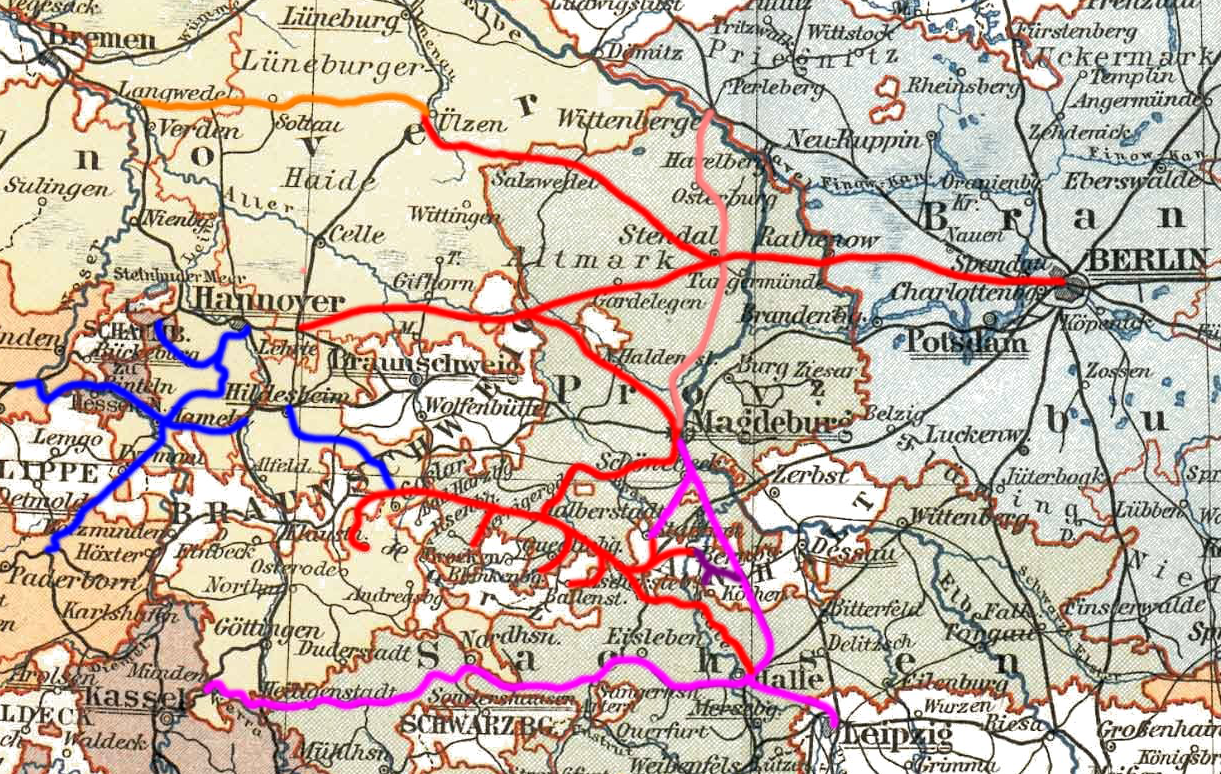
Streckennetz der MHE im Jahr 1879
von der MHE eröffnete und betriebene Strecken
Strecken der Magdeburg-Wittenbergeschen Eisenbahn; 1863 von der MHE übernommen
Strecken der Anhalt-Cöthen-Bernburger Eisenbahn; 1863 von der MHE übernommen
Strecken der Magdeburg-Leipziger Eisenbahn-Gesellschaft; 1876 von der MHE übernommen
Betrieb der MHE auf Strecken der Hannover-Altenbekener Eisenbahn
Betrieb der MHE auf Strecken der Bremer Staatsbahn

Die Magdeburg-Halberstädter Eisenbahn (MHE) war eine Eisenbahnunternehmen in Preußen, dessen Strecken im Königreich Preußen, in den Herzogtümern Braunschweig und Anhalt sowie (nach Übernahme der Magdeburg-Leipziger Eisenbahn im Jahr 1876) im Königreich Sachsen lagen. Sitz der Gesellschaft war Magdeburg. 
Die Magdeburg-Halberstädter Eisenbahn wurde 1879 verstaatlicht. Die Strecken und Fahrzeuge wurden von den Preußischen Staatseisenbahnen übernommen.

## Geschichte
Die Magdeburg-Halberstädter Eisenbahn-Actiengesellschaft erhielt am 14. Januar 1842 vom Königreich Preußen die Konzession zum Bau der 58 Kilometer langen Bahnstrecke Magdeburg–Oschersleben–Halberstadt, die am 15. Juli 1843 eröffnet wurde. Durch einen Staatsvertrag zwischen Preußen und dem Königreich Hannover wurde bereits zu diesem Zeitpunkt eine Fortsetzung der Bahn nach Braunschweig und Hannover gesichert. Die MHE gehörte zu den profitabelsten deutschen Privatbahnen, zweistellige Dividenden waren die Regel, in den 1860er Jahren konnte sie ihren Aktionären sogar Dividenden von teilweise über 20 Prozent auszahlen.
Die Expansionsphase der Bahn setzte ab 1863 ein, als – zunächst aus einer Abwehr der zunehmenden Konkurrenz motiviert – angrenzende Bahnen wie die Magdeburg-Wittenbergesche Eisenbahngesellschaft und die Anhalt-Köthen-Bernburger Eisenbahn aufgekauft wurden. Entscheidend für die Bedeutung der Bahn innerhalb des preußischen Netzes wurde die Anbindung an den von Berlin nach Hamburg und Bremen führenden Verkehr durch die 1867 mit Rückdeckung der regierungsnahen Disconto-Gesellschaft konzessionierte und 1872 fertiggestellte Strecke der Berlin-Lehrter Eisenbahn von Berlin über Stendal nach Lehrte. In diesen Zusammenhang wurde der Lehrter Bahnhof in Berlin gebaut. Die Übernahme der Hannover-Altenbekener Eisenbahn-Gesellschaft verschaffte der MHE einen Zugang zur Westfälischen Bahn und damit zum Ruhrgebiet. Durch den Ankauf weiterer Bahnen – unter anderem der hochprofitablen Magdeburg-Leipziger Eisenbahn-Gesellschaft – wuchs das Streckennetz bis 1879 auf eine Länge von 1024 Kilometern an. Damit gehörte die Magdeburg-Halberstädter Bahn zum Zeitpunkt ihrer Verstaatlichung zu den größten privaten deutschen Eisenbahngesellschaften.
Die MHE kaufte 1870 zusammen mit der Berlin-Potsdam-Magdeburger Eisenbahngesellschaft und der Magdeburg-Leipziger Eisenbahn-Gesellschaft das 55 Hektar große Gelände für den Bau des Magdeburger Hauptbahnhofs, dessen westliches Empfangsgebäude von der Berlin-Potsdam-Magdeburger Gesellschaft erbaut und von der MHE mitgenutzt wurde. 1873 wurde die Amerikalinie fertiggestellt, deren Betriebsführung ebenfalls der MHE oblag. Am 17. März 1876 erwarb die MHE die Magdeburg-Leipziger Eisenbahn-Gesellschaft.
Im Dezember 1879 wurde die Magdeburg-Halberstädter Eisenbahn-Gesellschaft vom preußischen Staat erworben, nachdem die Aktionäre der MHE dem Übernahmeangebot der preußischen Regierung mit der erforderlichen Zwei-Drittel-Mehrheit zugestimmt hatten (13140 : 6441 Stimmen).

## Lokomotiven

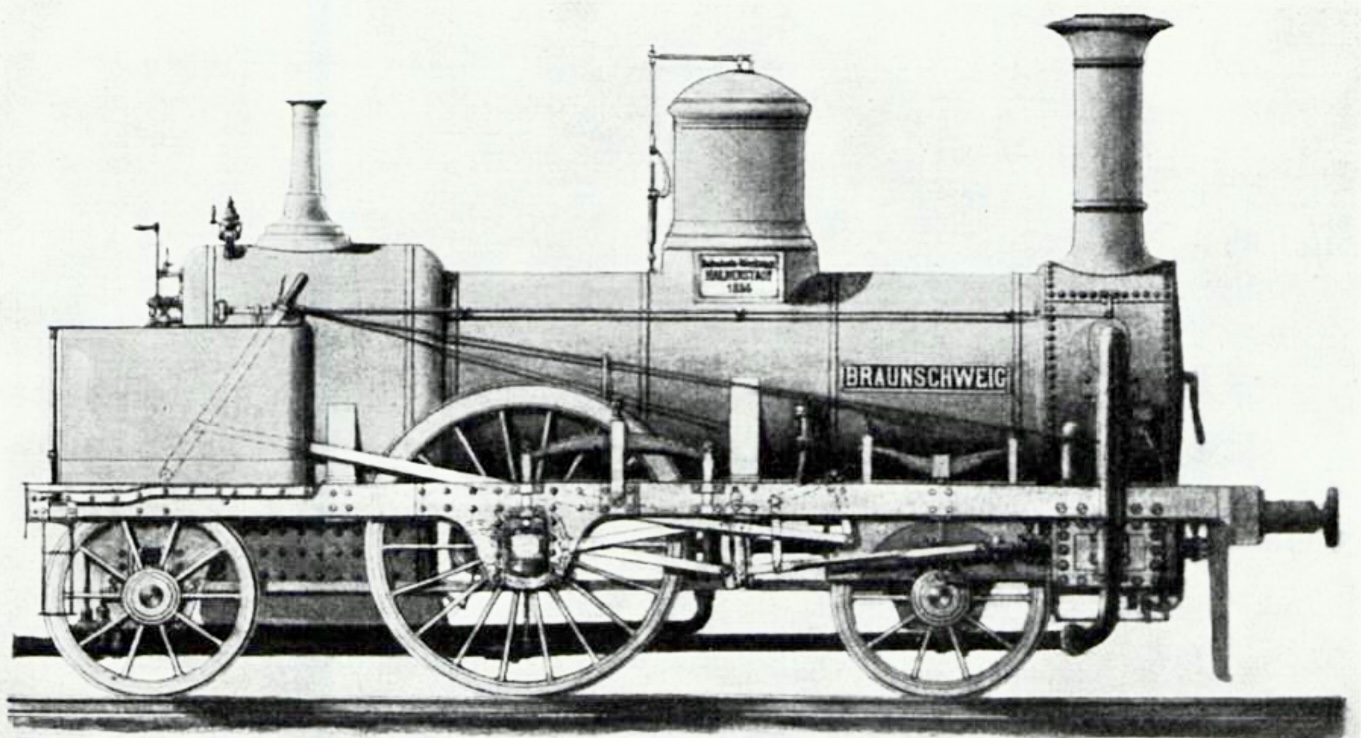
BRAUNSCHWEIG von 1856

- BRAUNSCHWEIG
- HALBERSTADT
- HERCYNIA
- RHEIN
- VORWÄRTS
- WESER